# USS Tingey (DD-272)
Za druga plovila z istim imenom glejte USS Tingey.
USS Tingey (DD-272) je bil rušilec razreda Clemson v sestavi Vojne mornarice Združenih držav Amerike.
Rušilec je bil poimenovan po komodorju Thomasu Tingeyju.